# Eugénie Le Sommer
Eugénie Le Sommer est une footballeuse internationale française, née le 18 mai 1989 à Grasse dans les Alpes-Maritimes. Elle évolue au poste d'attaquante au Deportivo Toluca FC et en équipe de France.
Eugénie Le Sommer commence le football dans des équipes masculines. Repérée, elle intègre le FC Lorient puis découvre la Division 1 au Stade briochin. En trois saisons, Le Sommer se fait remarquer jusqu'à terminer meilleure buteuse et être élue meilleure joueuse à l'issue de la saison 2009-2010. L'attaquante s'engage alors avec l'OL Lyonnes  et y remplit son palmarès d'un titre de champion par saison, de presque autant de Coupes de France et d'un nombre inégalé de Ligues des champions.
Au niveau international, après être passée par les sélections jeunes, Eugénie Le Sommer devient internationale A en 2009. Elle participe alors à chaque édition de la Coupe du monde, du Championnat d'Europe et des Jeux olympiques. Eugénie remporte aussi quelques tournois mineurs. Avec les Bleues, Eugénie devient la Meilleure buteuse de l’histoire. En effet à la suite d'un doublé en septembre 2020 face à la Macédoine du Nord (match remporté 7-0), elle dépasse le record de Marinette Pichon qui en a marqué 81 durant sa carrière internationale.
Son palmarès est rempli de trophées gagnés avec l'Olympique lyonnais à savoir, au terme de la saison 2024-2025, quatorze Championnats de France, neuf Coupes nationales, trois trophées des championnes et huit Coupes d'Europe. Sur le plan individuel, Le Sommer fait partie du onze mondial de l'année FIFPro en 2015 et 2016, des dix meilleures joueuses UEFA depuis 2015 et de l'équipe-type de la Ligue des champions depuis 2016. Elle termine aussi meilleure buteuse de la C1 2011-2012 et du Championnat de France à trois reprises. Elle est élue deux fois meilleure joueuse de Division 1 et une fois par la Fédération française de football.
Il est 22h32 à Décines le 16 mai 2025, finale de Arkema 1ere ligue. Eugénie Le Sommer fait ses adieux à l'OL. Elle est remplacée par Tabitha Chawinga lors de la finale entre le PSG et l'OL.
L'OL gagnera ce match et Eugénie finira par lever la coupe car la capitaine emblématique de l'OL Wendie Renard lui a remis le brassard  juste avant de célébrer et de lever le trophée.

## Biographie

### Enfance et formation
Eugénie Anne Claudine Le Sommer naît le 18 mai 1989 à Grasse, en Côte d’Azur. Fille d’un policier, Eugénie voit son enfance rythmée par les déménagements dus aux mutations successives de son père Thierry. La fratrie compte neuf enfants. Après Grasse, la famille passe notamment par Plumergat, dans le Morbihan, où Eugénie commence le football à l'AV Plumergat.
Sa mère, ex-joueuse dans une équipe masculine ayant mal vécu les a priori et l’image négative donnée au football féminin à l’époque, cherche à la dissuader du ballon rond. Elle inscrit d'abord sa fille au judo à 4 ans avant de céder rapidement pour le football. Ses deux parents ont pratiqué ce sport et Eugénie signe sa première licence à cinq ans et rejoint un de ses frères.
La famille Le Sommer déménage alors en Dordogne à cause de la profession paternelle et Eugénie Le Sommer intègre le FC Trélissac Maurilloux Périgord de 1995 à 1998. En 1998, Eugénie Le Sommer entre dans le club de l'AS Guermeur, influencée par ses frères et sœurs. Eugénie Le Sommer pratique les deux disciplines jusqu’à douze ans et est championne de judo de Bretagne. À son entrée au collège, elle doit faire un choix et intègre la section sport étude du collège Jules Simon de Vannes,, où elle est la seule fille. Dans ses équipes de ballon rond, elle est d'ailleurs la seule joueuse à chaque fois, de ses débuts à ses treize ans, et joue déjà en attaque.
À quatorze ans, les équipes mixtes n'étant plus autorisées, Le Sommer rejoint le FC Lorient qui lance son équipe U15 féminine, inscrite dans un championnat de garçons. Elle y joue entre 2004 et 2007. Lors de sa formation, elle remporte la Coupe nationale des moins de 16 ans en 2004 avec la Bretagne, ainsi que la Coupe fédérale des moins de 16 ans en 2005 avec le FC Lorient. En 2005, elle est admise au Centre national de formation et d'entraînement de Clairefontaine et y reste une année. Éloignée de sa famille, Eugénie préfère rejoindre le sport études du Lycée Bréquigny de Rennes.

### Professionnelle à Saint-Brieuc (2007-2010)
Eugénie Le Sommer s'engage avec le Stade briochin en 2007. En arrivant à Saint-Brieuc, elle connaît pratiquement toutes ses partenaires, pour les avoir côtoyées en sélection de Bretagne. Avec ce club, elle débute tout de suite en première division sous la direction de Sonia Haziraj, nouvelle entraîneuse-joueuse. L'équipe ne se sauve que de deux points lors de la saison 2007-2008.
Eugénie Le Sommer fait partie des quatre joueuses nommées pour le titre de meilleure joueuse du Championnat de France 2008-2009 tandis que l'équipe obtient une bonne 6e place. À l'inter-saison, Eugénie rejette une offre du Paris SG et compte rejoindre l'Olympique lyonnais l'année suivante, après avoir terminé ses études.
À l'issue du Championnat de France 2009-2010, Le Sommer remporte le titre de meilleure buteuse avec 19 buts en 22 matchs. Elle est aussi capitaine de son équipe, à seulement vingt ans. En fin d'exercice, Eugénie est nommée meilleure joueuse de la compétition.

### Championne de France avec l'OL (2010-2015)

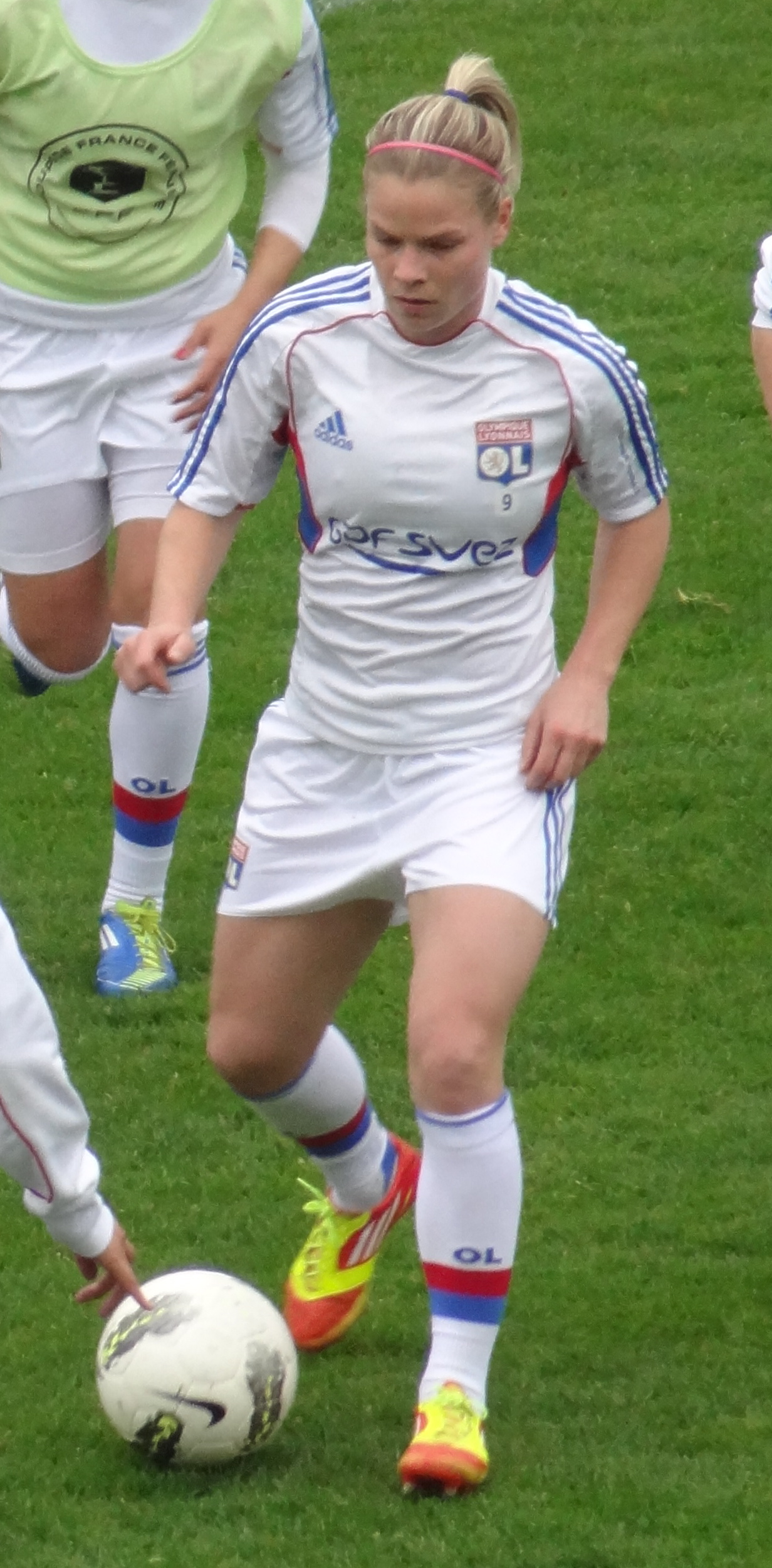
En avril 2012.

Le 30 juin 2010, l'Olympique lyonnais officialise la venue d'Eugénie Le Sommer au sein de son effectif pour trois ans.
À l'issue de la saison 2010-2011, Le Sommer remporte le championnat de France avec Lyon en gagnant tous ses matchs, mais surtout la Ligue des champions (victoire 2-0 sur le club allemand du FFC Turbine Potsdam), ce qui constitue une première pour un club français féminin et la revanche de l'édition précédente. Lors de la finale, Eugénie entre en jeu et est passeuse décisive sur le deuxième but marqué par Lara Dickenmann. Eugénie termine meilleure buteuse du club dès sa première saison avec 28 réalisations.
Lors de la saison 2011-2012, Le Sommer atteint une seconde fois la finale de la Ligue des champions avec l'Olympique lyonnais (la 3e du club). En finale, Lyon bat le FFC Francfort, et Eugénie remporte ainsi son deuxième titre européen en deux ans. Lors de la finale, titulaire, Eugénie inscrit le premier but de son équipe, et termine co-meilleure buteuse de la compétition, avec neuf buts (à égalité avec sa coéquipière Camille Abily). Avec l'Olympique lyonnais, Eugénie remporte également la même saison le Championnat de France et la Coupe de France, réalisant ainsi un triplé inédit : Championnat de France, Coupe de France et Coupe d'Europe. Elle termine également meilleure buteuse du Championnat pour la deuxième fois de sa carrière avec 22 buts.
En 2012-2013, l'OL gagne encore le championnat en remportant tous les matchs comme deux ans auparavant. L'équipe conserve aussi la Coupe de France mais perd en finale de Ligue des champions, la quatrième consécutive du club. Le Sommer est remplaçante et rentre en jeu lors de la défaite contre le VfL Wolfsburg. C'est seulement la première fois en trois saisons avec Lyon qu'Eugénie ne remporte pas la Coupe d'Europe. Arrivant en fin de contrat, Eugénie le prolonge de trois ans.
Durant l'exercice 2013-2014, l'OL conserve son hégémonie nationale mais échoue en huitième de finale de Ligue des champions. Son plus mauvais résultat au niveau continental. Le 15 septembre 2013, Eugénie Le Sommer marque son centième but sous les couleurs de l'OL, face à Muret (10-1) en D1.

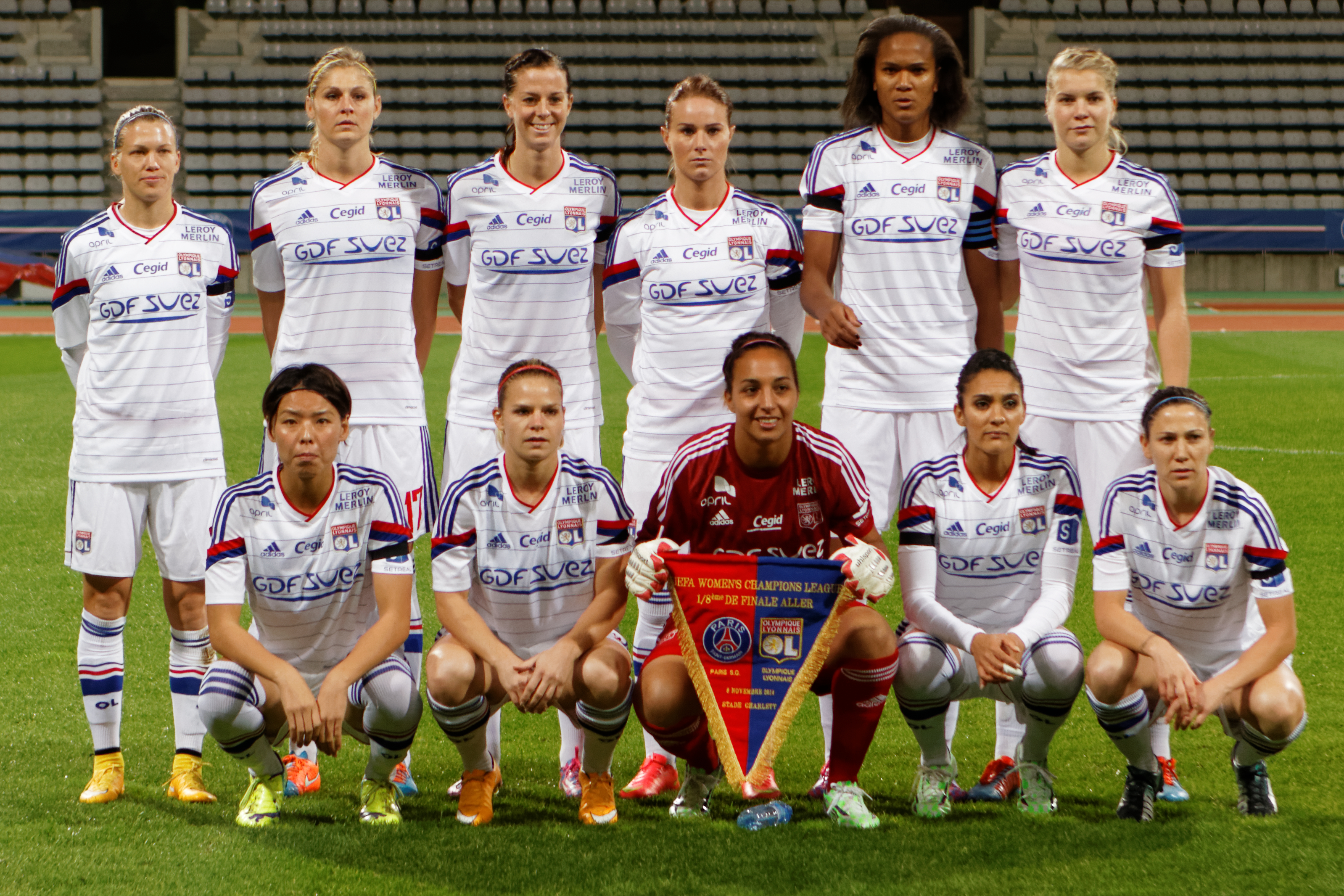
Eugénie (à g. du gardien) et l'OL en 2014-2015.

Pour 2014-2015, Le Sommer gagne son cinquième titre en autant de saisons à Lyon. L'équipe remporte pour la troisième fois tous ses matchs et fixe le nouveau record de buts marqués (147). Le doublé coupe-championnat est réalisé pour la quatrième année de suite mais les Lyonnaises ne dépassent encore pas les huitièmes-de-finale de C1. Eugénie est élue meilleure joueuse de l'année de D1 aux Trophées UNFP pour la seconde fois de sa carrière. Au cours de la saison, elle prolonge son contrat de trois années.

### Reine d'Europe à Lyon (depuis 2015)
En 2015-2016, l'Olympique lyonnais remporte sa troisième Ligue des champions face au VfL Wolfsburg, en plus du doublé coupe-championnat. Eugénie marque notamment à neuf reprises en cinq matchs de Coupe de France, pour un total de 24 unités en 32 rencontres avec l'OL.
L'exercice 2016-2017 présente la même réussite avec un second triplé consécutif. Comme deux ans auparavant, Le Sommer marque plus d'un but par match en championnat pour une somme de 29 unités en 32 parties sous le maillot lyonnais, faisant d'elle la meilleure marqueuse de la saison.

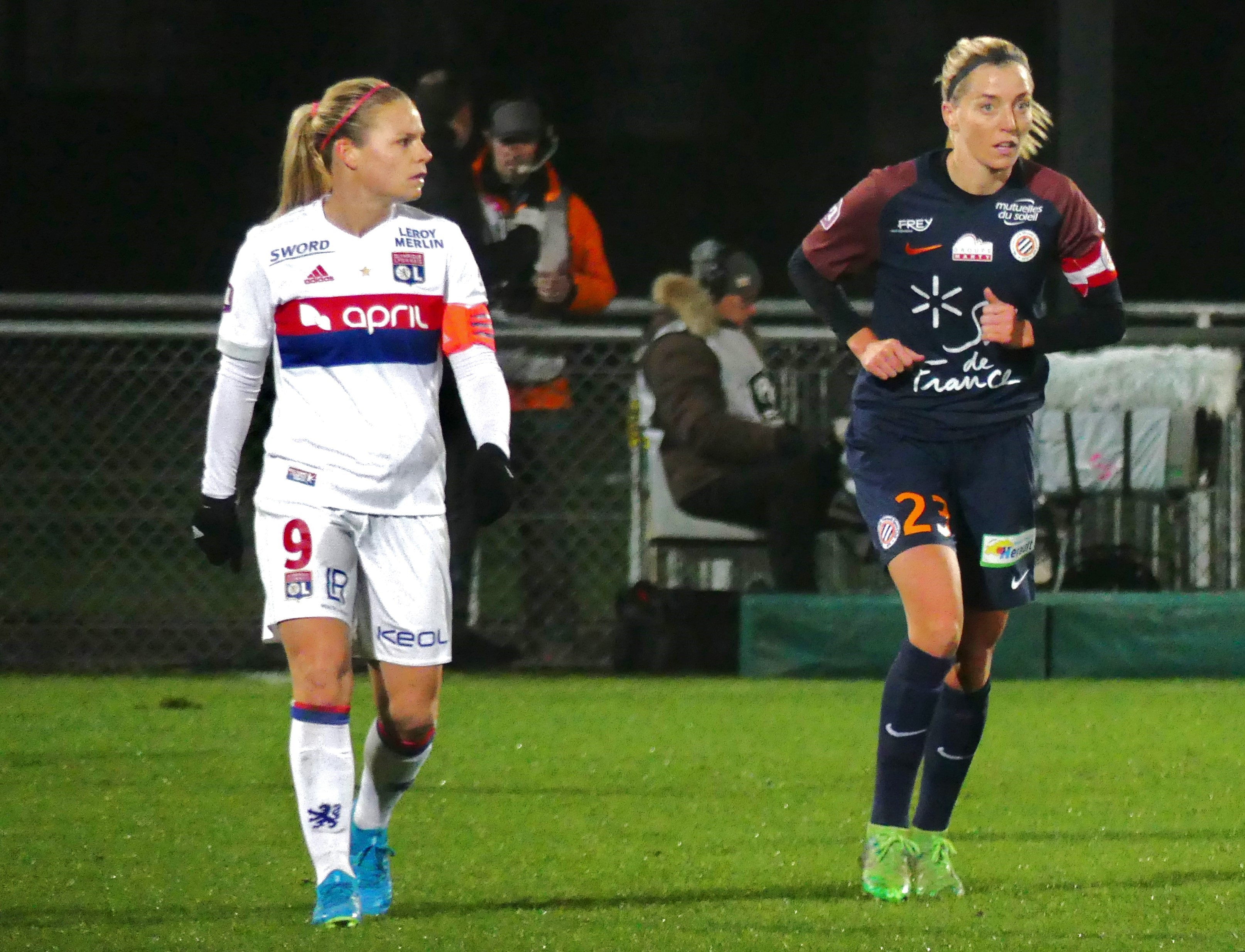
Le Sommer (à g.) en 2018.

Au terme de la saison 2017-2018, l'équipe remporte son cinquième titre européen, le troisième consécutif. Après un titre de champion obtenu en restant invaincu, Le Sommer et son groupe s'incline en finale de la Coupe de France et ne remporte pas ce titre pour la première fois depuis sept ans. Le 11 février 2018, Eugénie le Sommer marque un triplé en Coupe nationale face à Toulouse et bat le record de Lotta Schelin du nombre de buts marqués à l'OL. Elle devient la meilleure buteuse de l'histoire des Fenottes avec 226 buts. Sur l'exercice, l'attaquante inscrit 33 réalisations en 34 matchs.
Pour 2018-2019, l'OL renoue avec son triplé devenu récurrent. Eugénie Le Sommer marque 21 fois en 31 matchs durant cette saison.
Lors de la saison 2018-2019, elle est déléguée club de l'UNFP au sein de l'OL.
Le 11 novembre 2020, elle est intronisée secrétaire général de l'UNFP lors de la tenue d'une assemblée générale.
Le 17 mars 2021, alors qu’elle arrivait en fin de contrat à l'issue de la saison, elle prolonge jusqu'en 2023 avec l'OL.
En mai 2021, Eugénie Le Sommer est prêtée pour six mois à Seattle Reign FC, club de soccer féminin, renommé OL Reign du 06 Mars 2020 au 10 Janvier 2024 (basé à Tacoma dans l'état de Washington-États-Unis). L'équipe appartient à la franchise OL Groupe (qui gère également l'Olympique lyonnais) et évolue en National Women's Soccer League (première division). Elle y inscrit 8 buts et 3 passes décisives et est nommée dans le onze-type de la saison.
Lors de la saison 2023-2024, son but contre le Paris FC marqué le 5 novembre 2023 est nommé plus beau but de la saison. Elle marque 10 buts en D1 Arkema et 1 en LDC, mais sa saison se termine prématurément après une blessure en avril 2024. Elle figure dans les deux équipes types de la saison en D1 Arkema, celle de la FFF et des trophées UNFP.
Le 23 mai 2024, elle prolonge son contrat. Désormais elle est liée à l'Olympique Lyonnais jusqu'en juin 2025.
Le 14 mai 2025, elle annonce son départ de l'Olympique Lyonnais. 

### En équipe nationale

#### En équipes de jeune (2004-2009)
Lors de la saison 2004-2005, à seize ans, Le Sommer est convoquée en Équipe de France des moins de 17 ans. Elle joue deux matchs comme titulaire. Elle en joue autant la saison suivante pour totaliser quatre sélections U17.
À 17 ans, Eugénie Le Sommer participe à l'Euro 2006 des moins de 19 ans en Suisse. Elle est alors surclassée mais obtient du temps de jeu. Elle dispute et perd la finale avec les Bleuettes. Jusqu'à la saison 2008-2009, Le Sommer joue avec la sélection nationale U19 et compte onze buts en 26 capes.
À l'été 2008, Le Sommer est retenue pour le championnat du monde des 20 ans au Chili. La France perd en demi-finale contre la Corée, en encaissant un but dans les arrêts de jeu. Eugénie est élue 3e meilleure joueuse et inscrit quatre buts. Elle totalise cinq buts en huit sélections U20.

#### Débuts précoces et remarqués en A (2009-2014)
Eugénie Le Sommer est convoquée en équipe de France A pour la première fois le 12 février 2009. Elle fait partie des joueuses convoquées par le sélectionneur Bruno Bini pour participer au Tournoi de Chypre du 2 au 13 mars 2009 à Larnaca dans le cadre de la préparation à l'Euro finlandais. Lors de ce championnat, elle prend part aux quatre matchs joués par sa sélection. À l'Euro 2009, la France s'impose lors de son premier match contre l'Islande (3-1) avant de lourdement s'incliner face à l'Allemagne (1-5). Mais elle termine à la deuxième place du groupe grâce à un nul 1-1 face à la Norvège et se qualifie pour les quarts de finale face aux Pays-Bas. Les Orange s'imposent aux tirs au but (0-0 tab 5-4).
Avec l'équipe de France, elle commence son parcours des éliminatoires de la Coupe du monde de football 2011 qui a lieu en Allemagne. Elle fait partie des tricolores retenues pour affronter l'Islande le samedi 24 octobre 2009 puis l'Estonie le mercredi 28 octobre 2009.
Eugénie Le Sommer prend part à tous les matchs de la Coupe du monde 2011 en Allemagne. C'est la deuxième fois que la sélection est qualifiée pour la compétition mondiale. La France se classe quatrième, son meilleur résultat jusqu'alors, après notamment une victoire contre l'Angleterre en quart de finale.
La sélection française et Le Sommer disputent les éliminatoires du Championnat d'Europe 2013 à partir de 2011. L'équipe de France de Bruno Bini remporte le tournoi de Chypre pour la première fois le 6 mars 2012 face aux Canadiennes.
Quelques mois plus tard, aux Jeux olympiques, la France se hisse jusqu'en demi-finales. Les Bleues doivent faire face aux championnes du monde en titre, les Japonaises, et Le Sommer marque le seul but de la défaite française (1-2). Contre le Canada pour la médaille de bronze, les Bleues s'inclinent.
L'équipe de France réalise un sans faute lors des éliminatoires de l'Euro 2013 en s'imposant lors des huit matchs. Lors de l'Euro 2013, les Bleues finissent premières de leur groupe grâce à trois victoires mais sont éliminées en quart de finale par le Danemark lors de la séance de tirs au but (1-1 tab 4-2). Philippe Bergeroo est nommé sélectionneur de l'équipe de France après la compétition. L'année 2013 est jusqu'à présent la meilleure de Le Sommer en sélection avec dix buts inscrits en seize capes.
Les Bleues remportent le Tournoi de Chypre 2014 et enchaînent alors une série d'une seule défaite en 17 matchs, amicaux compris. Ces résultats permettent à la France de prendre la quatrième place au Classement mondial des Nations de la FIFA.

#### Cadre de la sélection (depuis 2014)

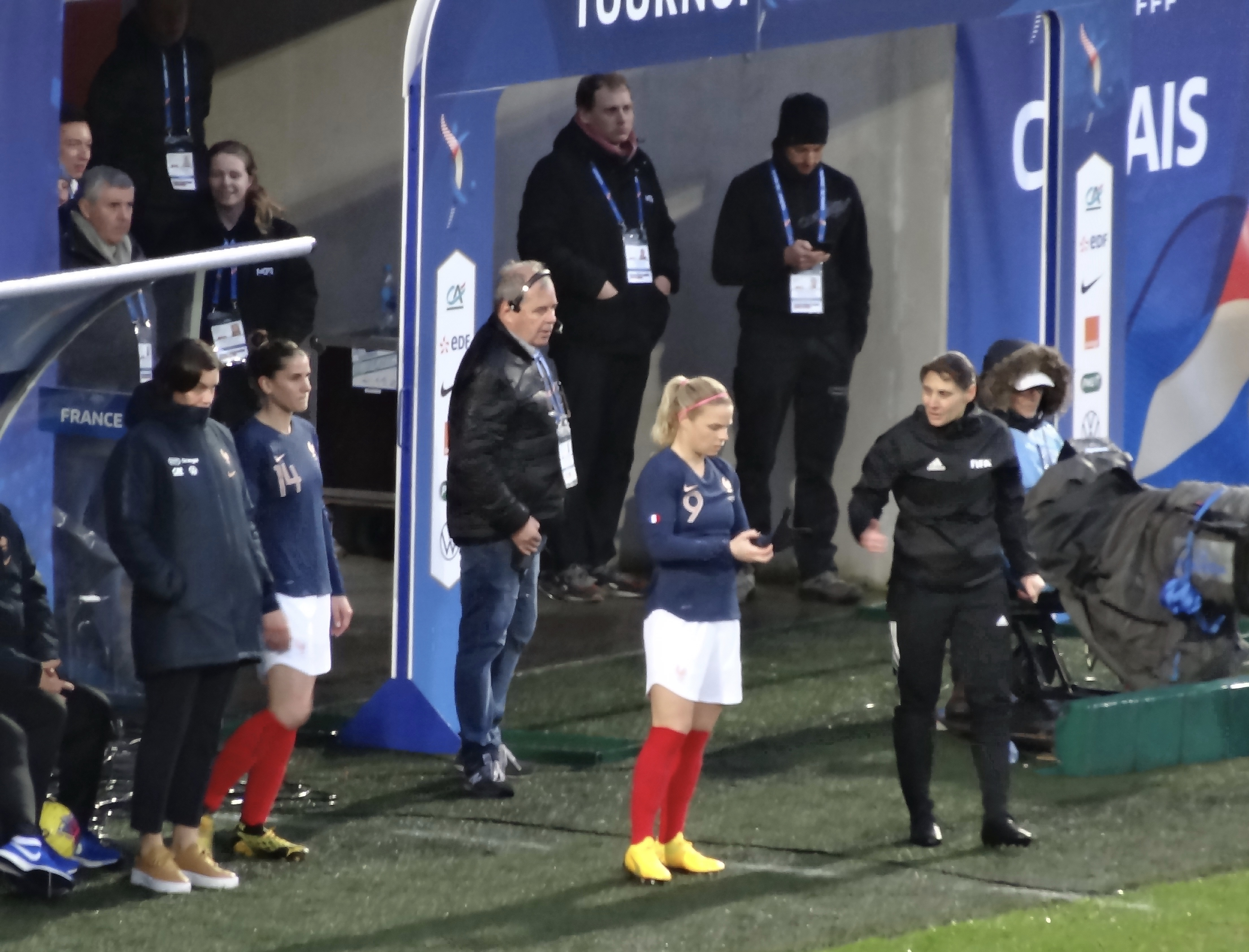
Diacre, Bilbault et Le Sommer durant le Tournoi de France 2020.

À l'été 2017, son ancienne coéquipière en Bleue sous l'ère Bini, Corinne Diacre, est nommée sélectionneuse.
Le 2 mai 2019, elle est convoquée parmi les 23 pour disputer la Coupe du monde 2019. Le 7 juin 2019, lors du match d'ouverture au Parc des Princes, elle ouvre le score face à la Corée du Sud à la 9e minute et devient en même temps la première buteuse de la compétition (score final 4-0). Elle inscrit son 76e but avec le maillot bleu sur pénalty le 12 juin face à la Norvège, ce qui permet à son équipe de s'imposer 2-1. L'Équipe de France finit première de la phase de groupe après une troisième victoire face au Nigeria obtenue par une équipe remaniée.
Après une victoire en huitième de finale face au Brésil, les bleues tombent en quart de finale contre les États-Unis (1-2). À l'issue de la compétition, la sélectionneuse se montre critique envers Le Sommer, qui n'aurait pas respecté ses indications.
En septembre 2020, Eugénie Le Sommer profite d'une large victoire de l'équipe de France contre la Macédoine (7-0) pour effacer le record de but en bleue détenu par Marinette Pichon en inscrivant un doublé. Désormais, avec 82 buts inscrits, elle est la meilleure buteuse de l'histoire de l'équipe de France. "Je suis fière de ça mais ce n'est pas une finalité", a déclaré l'attaquante après la rencontre. La sélectionneuse, Corinne Diacre, la félicite publiquement à l'issue du match : "Marinette a marqué son époque, c’était la mienne donc je connais bien. Eugénie c’est une autre époque, et j’espère surtout qu’elle ne s’arrêtera pas là" .
Elle n'est pas sélectionnée pour participer à l'Euro 2022 en Angleterre.
En 2023, le nouveau sélectionneur de l'équipe de France Hervé Renard la sélectionne à nouveau.
Le 25 février 2025, Eugénie devient la joueuse la plus capée de l'équipe de France avec 199 sélections, battant le précédent record détenu par Sandrine Soubeyrand.

### Vie privée
Eugénie Le Sommer s'est mariée le 11 août 2020 avec Florian Dariel qui était son compagnon depuis ses 18 ans. À l'époque, n'étant pas devenu footballeur professionnel, il devient salarié de l'Olympique Lyonnais. Depuis le maillot d'Eugénie Le Sommer est floqué « Le Sommer D ».

### Activités hors-football
En septembre 2020, Eugénie Le Sommer devient marraine d'une collection de livres sur le football destinés aux enfants. La série, éditée par Auzou, s'intitule Fan de foot et livre des conseils pour les footballeurs en herbe. Eugénie Le Sommer et Olivier Giroud, les deux ambassadeurs du projet, prodiguent des conseils à destination des enfants. « L’opportunité d’élaborer des premières lectures avec des messages véhiculés à travers le football m’a tout de suite plu », justifie Eugénie Le Sommer, heureuse de soutenir la cause du football féminin auprès du grand public.

## Statistiques
| Équipe             | Matchs | Buts | Ratio |
| ------------------ | ------ | ---- | ----- |
| Stade Briochin     | 71     | 38   | 0.53  |
| Olympique lyonnais | 429    | 314  | 0.75  |
| Équipe de France   | 200    | 94   | 0.48  |
| OL Reign           | 18     | 8    | 0.44  |
| Total en carrière  | 718    | 454  | 0.65  |

### Par saison
Le tableau suivant présente, pour chaque saison, le nombre de matchs joués et de buts marqués dans le championnat national, en Coupe de France (Challenge de France) et éventuellement en compétitions internationales.
| Saison                | Club                  | Championnat           | Championnat | Championnat | Championnat | Coupe(s) nationale(s) | Coupe(s) nationale(s) | Coupe(s) nationale(s) | Compétition(s) continentale(s) | Compétition(s) continentale(s) | Compétition(s) continentale(s) | Compétition(s) continentale(s) | France | France | France | Total | Total | Total |
| Saison                | Club                  | Division              | M.          | B.          | P.d.        | M.                    | B.                    | P.d.                  | Comp.                          | M.                             | B.                             | P.d.                           | M.     | B.     | P.d.   | M.    | B.    | P.d.  |
| 2007-2008             | Stade briochin        | D1                    | 22          | 4           | 2           | 1                     | 0                     | -                     | -                              | -                              | -                              | -                              | -      | -      | -      | 23    | 4     | 2     |
| 2008-2009             | Stade briochin        | D1                    | 21          | 10          | 9           | 3                     | 2                     | -                     | -                              | -                              | -                              | -                              | 7      | 2      | -      | 31    | 14    | 9     |
| 2009-2010             | Stade briochin        | D1                    | 22          | 19          | 3           | 2                     | 3                     | -                     | -                              | -                              | -                              | -                              | 15     | 5      | -      | 39    | 27    | 3     |
| Sous-total            | Sous-total            | Sous-total            | 65          | 33          | 14          | 6                     | 5                     | -                     | -                              | -                              | -                              | -                              | 22     | 9      | -      | 93    | 47    | 14    |
| 2010-2011             | Olympique lyonnais    | D1                    | 20          | 17          | 8           | 4                     | 6                     | -                     | WCL                            | 9                              | 5                              | 3                              | 14     | 2      | -      | 47    | 30    | 11    |
| 2011-2012             | Olympique lyonnais    | D1                    | 21          | 22          | 11          | 5                     | 5                     | -                     | WCL                            | 9                              | 9                              | 2                              | 18     | 8      | -      | 53    | 44    | 13    |
| 2012-2013             | Olympique lyonnais    | D1                    | 20          | 20          | 5           | 6                     | 10                    | -                     | WCL+C11                        | 9+2                            | 1+0                            | 1                              | 19     | 9      | -      | 56    | 40    | 6     |
| 2013-2014             | Olympique lyonnais    | D1                    | 19          | 15          | 7           | 5                     | 1                     | -                     | WCL                            | 4                              | 1                              | 1                              | 18     | 9      | -      | 46    | 26    | 8     |
| 2014-2015             | Olympique lyonnais    | D1                    | 22          | 29          | 11          | 5                     | 4                     | -                     | WCL                            | 4                              | 5                              | 3                              | 19     | 12     | -      | 50    | 50    | 14    |
| 2015-2016             | Olympique lyonnais    | D1                    | 18          | 10          | 9           | 5                     | 9                     | -                     | WCL                            | 9                              | 5                              | 3                              | 12     | 6      | -      | 44    | 30    | 12    |
| 2016-2017             | Olympique lyonnais    | D1                    | 19          | 20          | 7           | 4                     | 3                     | -                     | WCL                            | 9                              | 6                              | 0                              | 13     | 7      | -      | 45    | 36    | 7     |
| 2017-2018             | Olympique lyonnais    | D1                    | 20          | 17          | 10          | 6                     | 12                    | -                     | WCL                            | 8                              | 4                              | 1                              | 18     | 8      | -      | 52    | 41    | 11    |
| 2018-2019             | Olympique lyonnais    | D1                    | 18          | 13          | 2           | 5                     | 2                     | 1                     | WCL                            | 8                              | 6                              | 2                              | 11     | 8      | -      | 42    | 29    | 5     |
| 2019-2020             | Olympique lyonnais    | D1                    | 11          | 5           | 1           | 3+1                   | 2+0                   | 1                     | WCL                            | 6                              | 5                              | 4                              | 6      | 4      | -      | 27    | 16    | 6     |
| 2020-2021             | Olympique lyonnais    | D1                    | 18          | 7           | 4           | 1                     | 0                     | 1                     | WCL                            | 3                              | 0                              | 0                              | 6      | 6      | -      | 28    | 13    | 5     |
| 2021-2022             | Olympique lyonnais    | D1                    | 7           | 2           | 1           | 2                     | 0                     | 0                     | WCL                            | 3                              | 0                              | 0                              | 0      | 0      | -      | 12    | 2     | 1     |
| 2022-2023             | Olympique lyonnais    | D1                    | 17          | 7           | 5           | 5+1                   | 2                     | 2                     | WCL                            | 7                              | 0                              | 1                              | 8      | 6      | -      | 38    | 15    | 8     |
| 2023-2024             | Olympique lyonnais    | D1                    | 15          | 10          | 2           | 4+1                   | 4+1                   | 2                     | WCL                            | 6                              | 1                              | 2                              | 10     | 1      | 1      | 36    | 17    | 7     |
| 2024-2025             | Olympique lyonnais    | D1                    | 17+2        | 8+1         | 3           | 1                     | 0                     | -                     | WCL                            | 8                              | 2                              | -                              | 5      | 1      | 1      | 33    | 12    | 4     |
| Sous-total            | Sous-total            | Sous-total            | 264         | 203         | 86          | 64                    | 61                    | 7                     | -                              | 102                            | 50                             | 23                             | 178    | 85     | 2      | 608   | 399   | 118   |
| 2021                  | OL Reign (prêt)       | NWSL                  | 18          | 8           | 3           | -                     | -                     | -                     | -                              | -                              | -                              | -                              | -      | -      | -      | 18    | 8     | 3     |
| Sous-total            | Sous-total            | Sous-total            | 18          | 8           | 3           | -                     | -                     | -                     | -                              | -                              | -                              | -                              | -      | -      | -      | 18    | 8     | 3     |
| Total sur la carrière | Total sur la carrière | Total sur la carrière | 347         | 244         | 103         | 70                    | 66                    | 7                     | -                              | 102                            | 50                             | 23                             | 200    | 94     | 2      | 719   | 454   | 135   |

### En sélection

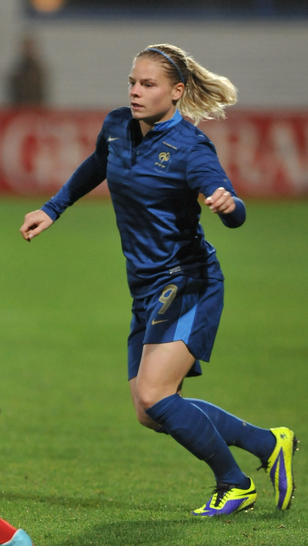
Eugénie Le Sommer avec l'équipe de France en 2013.

Le tableau suivant dresse les statistiques d'Eugénie le Sommer en équipe de France par année.
| Sélection | Année | Statistiques | Statistiques |
| Sélection | Année | Matchs       | Buts         |
| --------- | ----- | ------------ | ------------ |
| France    | 2009  | 16           | 3            |
| France    | 2010  | 11           | 5            |
| France    | 2011  | 20           | 7            |
| France    | 2012  | 20           | 10           |
| France    | 2013  | 16           | 10           |
| France    | 2014  | 14           | 4            |
| France    | 2015  | 19           | 13           |
| France    | 2016  | 14           | 6            |
| France    | 2017  | 17           | 6            |
| France    | 2018  | 9            | 9            |
| France    | 2019  | 10           | 7            |
| France    | 2020  | 7            | 6            |
| France    | 2021  | 1            | 0            |
| France    | 2023  | 13           | 7            |
| France    | 2024  | 9            | 1            |
| France    | 2025  | 3            | 0            |
| Total     | Total | 200          | 94           |

## Décoration
- Chevalier de l'ordre national du Mérite (nomination le 15 mai 2025)[40].

## Palmarès

### En sélection
Équipe de France
- Tournoi de Chypre (2)
  - Vainqueur : 2012 et 2014

- Coupe SheBelieves (1)
  - Vainqueur : 2017

- Tournoi de France (1)
  - Vainqueur : 2020

- Ligue des nations féminine de l'UEFA
  - Finaliste : 2024

### En club

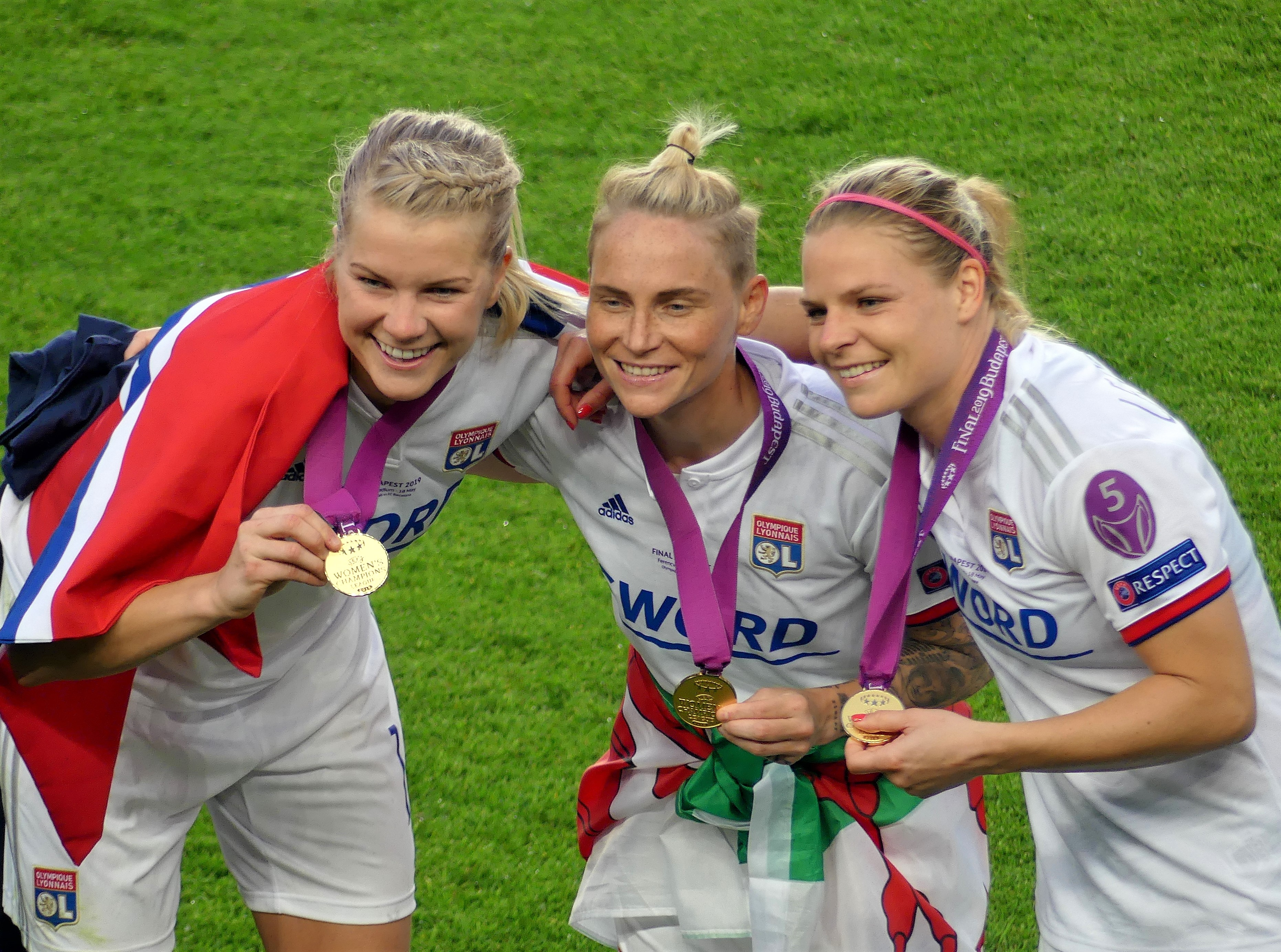
Après la victoire en Ligue des champions 2019.

Avec l'Olympique lyonnais, en 2024, Le Sommer compte huit Ligues des champions, neuf Coupes de France, quatorze Championnats de France et trois Trophée des championnes.

 Olympique Lyonnais:
- Coupe du monde des clubs féminins - Mobcast Cup (1) :
  - Vainqueur : 2012.

- Ligue des champions (8)
  - Vainqueur : 2011, 2012, 2016, 2017, 2018, 2019, 2020 et 2022
  - Finaliste : 2013
- Championnat de France (14)
  - Championne : 2011, 2012, 2013, 2014, 2015, 2016, 2017, 2018, 2019, 2020, 2022, 2023, 2024 et 2025
  - Deuxième : 2021

- Coupe de France (9)
  - Vainqueur : 2012, 2013, 2014, 2015, 2016, 2017, 2019, 2020 et 2023
  - Finaliste : 2018
- Trophée des championnes (3)
  - Vainqueur : 2019, 2022, 2023

 OL Reign :
- NWSL
  - 2e de la saison régulière : 2021

### Distinctions personnelles
- Meilleure buteuse de l'histoire de l'Olympique Lyonnais.
- Meilleure buteuse de l'histoire de l'équipe de France.

- Ligue des champions
  - Meilleure buteuse (1) : 2012

- Top 10 Meilleure joueuse UEFA (5)
  - 5e place : 2017
  - 6e place : 2015 et 2020
  - 9e place : 2016 et 2018

- Membre du 11 mondial 2015 de la FIFPro (2)
  - Élue : 2015 et 2016

- Membre de l'équipe type de la Ligue des champions (4)
  - Élue : 2016, 2017, 2018 et 2019

- Coupe du monde des moins de 20 ans
  - Ballon de bronze (1) : 2008

- Algarve Cup
  - Meilleure joueuse (1) : 2015

- Championnat de France
  - Trophée UNFP de la meilleure joueuse (2) : 2010 et 2015
  - Nommée dans l'équipe type de Division 1 aux Trophées UNFP du football 2024[41]
  - Meilleure joueuse FFF (2) : 2010, 2017
  - Meilleure buteuse (3) : 2010, 2012 et 2017
  - Plus beau but de la saison (1) : 2024[42]

- Fédération française de football
  - Médaille Fédération française de football des légendaires en 2020

- NWSL
  - 3 fois joueuse de la semaine
  - 1 présence dans le 11 du mois
  - Présence dans le 11 type de la saison 2021

- UEFA Women's Nations League 2024
  - Meilleure joueuse de la demi-finale